# Casa Saumell
La Casa Saumell és un edifici del municipi de Vilafranca del Penedès (Alt Penedès) que forma part de l'Inventari del Patrimoni Arquitectònic de Catalunya. La Casa Saumell forma part d'un conjunt de cases pairals i de comparets edificades fora del recinte emmurallat, en el camí del cementiri. El projecte, conservat a l'arxiu de l'Ajuntament, data del 1926. Fou realitzat per Santiago Güell i Grau per encàrrec de Josep Saumell i Sadurní.

## Descripció
És un edifici entre mitgeres, de planta baixa, pis i golfes. Coberta plana formant terrats i terrasses. Malgrat les modificacions que ha experimentat, encara conserva elements que el caracteritzen com a noucentista (motllures, coronaments, composició, etc.).